# Frans Timmermans
Pour les articles homonymes, voir Timmermans.
Frans Timmermans, né le 6 mai 1961 à Maastricht, est un homme politique et diplomate néerlandais, membre du Parti travailliste (PvdA).
Il est secrétaire d'État auprès du ministère des Affaires étrangères, chargé des Affaires européennes, entre 2007 et 2010, puis ministre des Affaires étrangères entre 2012 et 2014. À cette date, il est nommé premier vice-président de la Commission européenne, chargé de l'Amélioration de la législation, des Relations inter-institutionnelles, de l'État de droit et de la Charte des droits fondamentaux. Lors de l'entrée en fonction de la commission von der Leyen le 1er décembre 2019, il reste premier vice-président, et se trouve chargé du pacte vert pour l'Europe.

## Situation personnelle

### Origines et formation
Frans Timmermans commence ses études secondaires dans un lycée de Rome, en 1972, et les achève huit ans plus tard dans un établissement de Heerlen. Il entre alors à l'université catholique de Nimègue, où il étudie la littérature française pendant cinq ans. Pendant l'année universitaire 1984-1985, il est inscrit à l'université de Nancy, notamment au Centre européen universitaire, travaillant sur le droit communautaire, l'histoire et la littérature française. Polyglotte, il parle néerlandais, français, allemand, anglais, italien et russe.

### Vie professionnelle

#### Dans la diplomatie néerlandaise
En 1987, il entre à la direction de l'Intégration du ministère néerlandais des Affaires étrangères, puis il est promu, en 1990, deuxième secrétaire à l'ambassade de Moscou. Il revient aux Pays-Bas au bout de trois ans et intègre la direction générale de la Coopération pour le développement du ministère.

#### Dans l'administration européenne
Il rejoint ensuite Bruxelles, en 1994, comme assistant de Hans van den Broek, commissaire européen chargé des Relations extérieures. Il reste à son service un an, puis devient conseiller et secrétaire particulier de Max van der Stoel, haut-commissaire pour les Minorités nationales de l'Organisation pour la sécurité et la coopération en Europe (OSCE) et ancien chef de la diplomatie néerlandaise.

## Parcours politique

### Débuts
Brièvement membre des Démocrates 66 (D'66) en 1985, adhérent du Parti travailliste depuis 1990, il est élu représentant à la Seconde Chambre des États généraux au cours des élections législatives du 6 mai 1998, remportées par la coalition violette de Wim Kok. Il est réélu en 2002, 2003 et 2006.

### Au Gouvernement

#### Secrétaire d'État
À la suite des élections législatives anticipées du 22 novembre 2006, le PvdA, dans l'opposition depuis quatre ans, rejoint le gouvernement, dirigé par le chrétien-démocrate Jan Peter Balkenende. L'équipe est officiellement formée le 22 février 2007, Frans Timmermans devenant secrétaire d'État auprès du ministre des Affaires étrangères, Maxime Verhagen. Il démissionne trois ans plus tard, le 20 février 2010, du fait d'un désaccord au sein de l'exécutif sur la guerre en Afghanistan.

#### Chef de la diplomatie

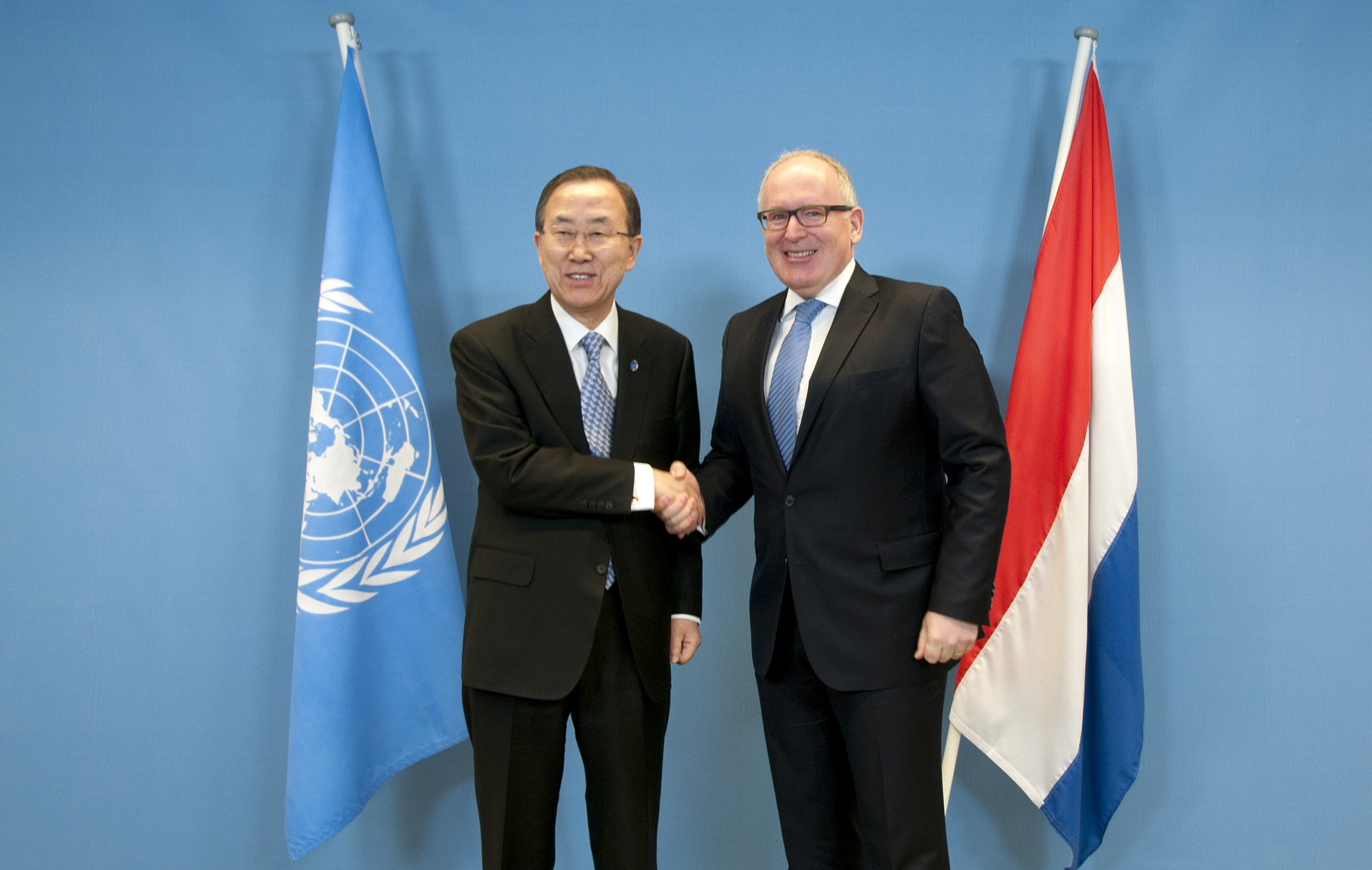
Frans Timmermans avec le secrétaire général des Nations unies Ban Ki-moon en 2013.

Il retrouve son siège parlementaire après les élections législatives anticipées du 9 juin suivant. Réélu deux ans plus tard, aux élections législatives anticipées du 12 septembre 2012, il est choisi, le 5 novembre, comme ministre des Affaires étrangères dans le cabinet de coalition du libéral Mark Rutte. Timmermans se fait connaître mondialement après avoir représenté les Pays-Bas au cours de l'enquête sur le crash du vol MH17 : il fait notamment une allocution suivie au conseil de sécurité des Nations unies. Plus tard, avec Rutte, il prépare l'organisation du sommet du G7 en 2014, qui se tient cette année-là exceptionnellement à La Haye.
Selon divers sondages, Timmermans est le ministre le plus populaire du cabinet Rutte II. Sa proximité avec ses électeurs, sa qualité d'orateur et son recul sur les sujets internationaux jouent en sa faveur, malgré une nette diminution de la popularité des personnalités du PvdA.

### Commissaire européen

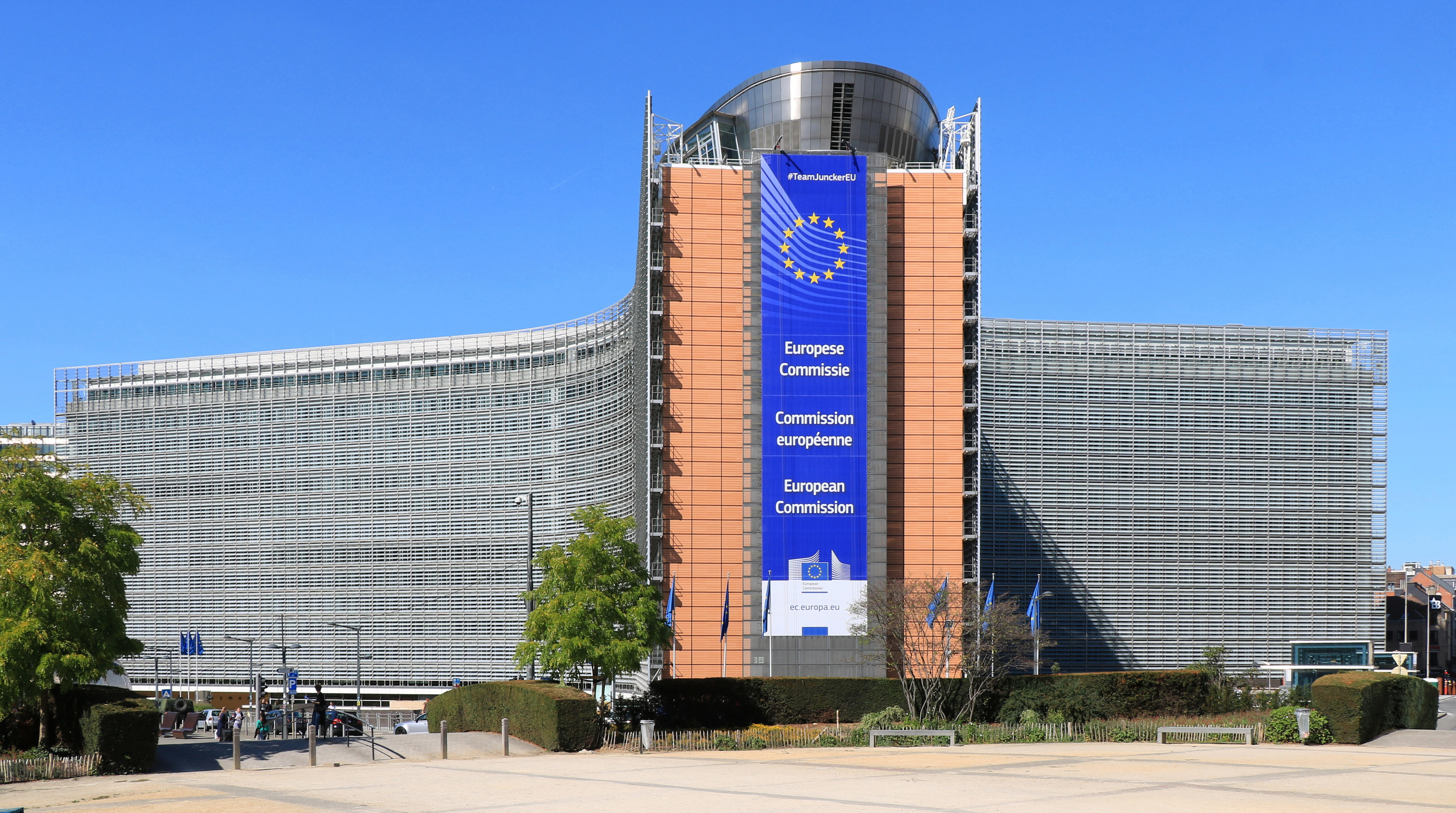
La Commission européenne, dont Frans Timmermans a été premier vice-président entre 2014 et 2023.

Lors de l'entrée en fonction de la commission Juncker en 2014, Timmermans en est nommé premier vice-président. Il est chargé de l'amélioration de la législation, des relations inter-institutionnelles, de l'État de droit et de la charte des droits fondamentaux. Bert Koenders lui succède en tant que ministre des Affaires étrangères.

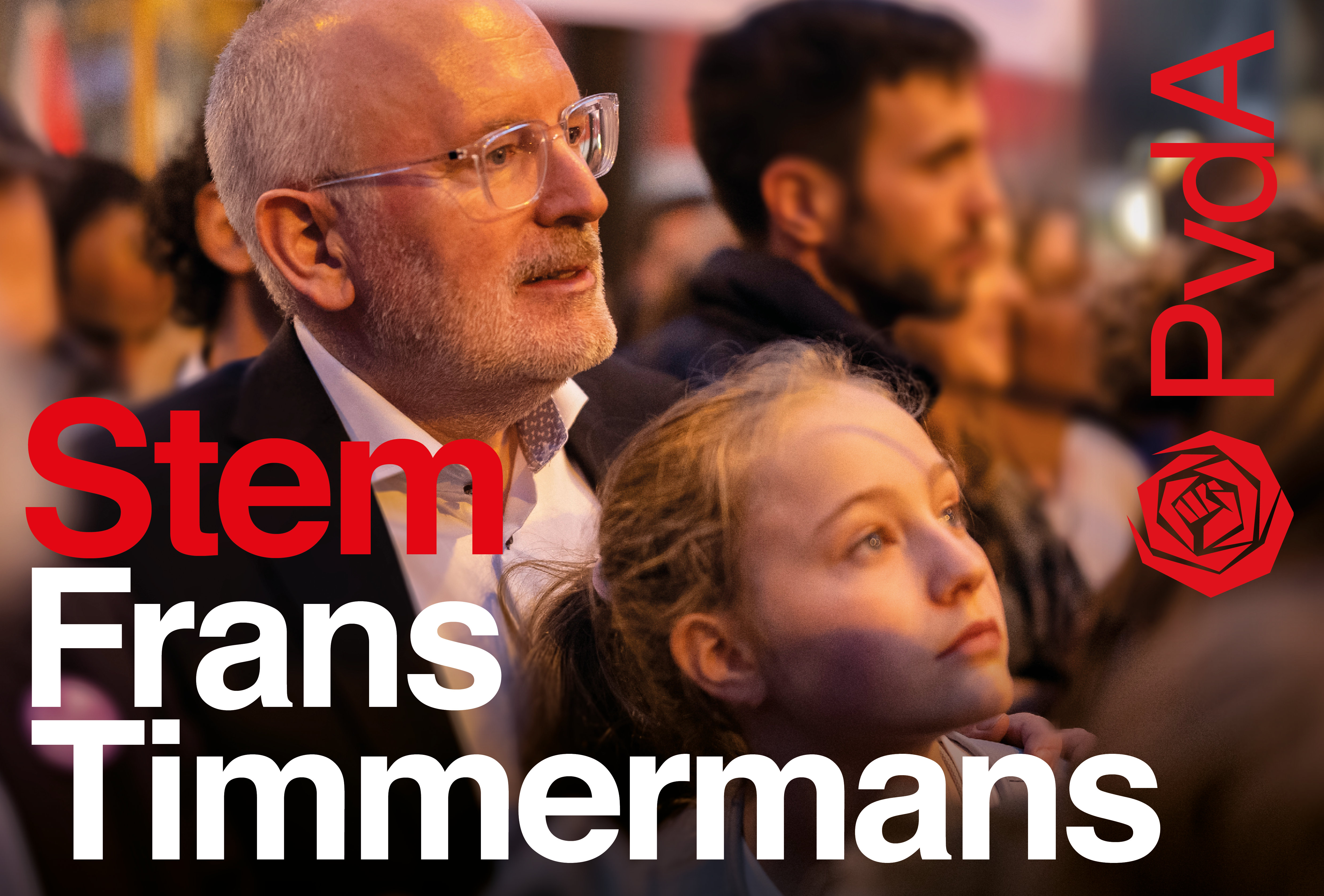
Affiche du PvdA en vue des élections européennes de 2019.

Tête de liste travailliste pour les élections européennes de 2019 aux Pays-Bas, il voit son parti arriver en tête, à la surprise générale. Le 1er juillet 2019, ayant reçu le soutien d'Angela Merkel, il est perçu par les observateurs comme l'un des candidats les plus sérieux pour succéder à Jean-Claude Juncker au poste de président de la Commission européenne. Néanmoins, en raison de l'opposition du groupe PPE ainsi que de l'Italie et des pays du groupe de Visegrád à sa candidature,, la ministre fédérale allemande de la Défense, Ursula von der Leyen, est proposée par le Conseil européen à sa place.
Il démissionne de son mandat de député européen le jour même du début de son mandat, le 2 juillet 2019. Il nomme comme directeur de cabinet l'ancien chef du Parti travailliste et ex-directeur de campagne chez Greenpeace, Diederik Samsom, qui doit l'aider à mettre en œuvre une nouvelle politique climatique.
En 2021, le média Politico le classe parmi les 28 personnalités européennes les plus puissantes d'Europe, à la quatrième place de la catégorie consacrée aux « Faiseurs ». L'année suivante, il est de nouveau distingué, cette fois dans la catégorie des « Rêveurs ».

### Élections législatives de 2023
Dans la perspective des élections législatives néerlandaises anticipées du 22 novembre 2023, Frans Timmermans est désigné tête de liste de l'alliance Parti travailliste–Gauche verte (PvdA-GL) entre sociaux-démocrates et écologistes. Il démissionne en conséquence de la Commission européenne le 22 août. Avec 25 sièges, sa liste arrive deuxième, loin derrière le Parti pour la liberté (PVV), le parti d'extrême droite de Geert Wilders et devant le Parti populaire pour la liberté et la démocratie (VVD) et le Nouveau Contrat social (NSC), échouant à faire basculer les Pays-Bas à gauche. Niek Pas, maître de conférence à l'université d'Amsterdam, estime que Frans Timmermans a fait une « très mauvaise campagne », notamment lorsqu'il s'est dit favorable à ce que les policières puissent porter le voile, perdant ainsi « une partie de l’électorat de la gauche universaliste, attaché à la laïcité ».

## Controverse
En janvier 2025, le nouveau commissaire au Budget, Piotr Serafin, reconnaît devant le Parlement européen que la direction générale de l'environnement de la Commission européenne a financé des ONG environnementales pour faire pression sur les eurodéputés et les États membres en faveur du Pacte vert. Les documents révélés par la commission du contrôle budgétaire montrent notamment que des contrats obligeaient les ONG à cibler des députés spécifiques pour les convaincre de soutenir les initiatives de Frans Timmermans. La député allemande Monika Hohlmeier (PPE) dénonce un système où « la Commission fait pression sur elle-même en prétendant que ce sont des actions de lobbyistes indépendants ». Le quotidien De Telegraaf rapporte que Frans Timmermans payait des ONG pour faire secrètement du lobbying en faveur de ses actions auprès de la Commission européenne. On pense qu’une partie de l’argent lui a été restituée. Selon De Telegraaf, la Commission a ainsi conclu des contrats secrets avec plusieurs organisations non gouvernementales (ONG) environnementales pour promouvoir les plans verts plus ambitieux de l'ancien commissaire européen.

## Distinctions honorifiques
- Chevalier de l'ordre d'Orange-Nassau
- Officier de l'ordre du Mérite de la république de Pologne
- Palme d'honneur de Bulgarie
- Commandeur de l'ordre national du Mérite de Roumanie
- Chevalier de la Légion d'honneur
- Grand-croix de l'ordre national de la Croix du Sud
- 1re Classe de l'ordre de la Croix de Terra Mariana
- Grand-croix de l'ordre du grand-duc Gediminas
- Commandeur de l'ordre royal de l'Étoile polaire
- Grand-croix de l'ordre national du Mérite du Chili